# Hrbtenjača
Hrbtenjača je del živčnega sistema vretenčarjev, ki leži v hrbteničnem kanalu in jo oklepa in varuje hrbtenica. Sestavljajo jo nevroni ali živčne celice. Skozi hrbtenjačo poteka 31 parov hrbteničnih živcev perifernega živčnega sistema, kot tudi poti centralnega živčnega sistema, ki oživčujejo skeletne mišice:
- 8 parov vratnih živcev
- 12 parov prsnih živcev
- 5 parov ledvenih živcev
- 5 parov križnih živcev
- 1 par trtičnih živcev

Vloga hrbtenjače je prenos živčnih impulzov iz periferije v možgane in obratno. Značilna za zgradbo hrbtenjače je skoraj popolna ločitev aferentnih (živci, ki vodijo proti možganom) in eferentnih (živcev, ki vodijo od možgan proti periferiji) živčnih poti. Večina povezav med temi je znotraj istega odseka in omogoča hitro prevajanje impulzov med receptorji in povezanimi mišicami - refleks.